# 烏拉喜崇阿
烏拉喜崇阿（1829年—1894年），字月溪，號達峯，滿洲鑲黃旗人，為清朝官员。
道光己酉科举人，咸丰丙辰科进士。由刑部主事遷右庶子，官至兵部尚書。
女一，嫁奉恩鎮國公載信為嫡妻；女二，嫁文华殿大学士倭仁之孙、光绪十八年壬辰科进士衡瑞。